# 9-es villamos (Budapest)
A budapesti 9-es jelzésű villamos a főváros egyik klasszikus villamosviszonylata volt: különböző vonalváltozatokban, de mintegy hét évtizedig szolgálta a budai Duna-part közlekedését. A 20. század második felében lényegében a Margit híd és a Móricz Zsigmond körtér között közlekedett, úgy, hogy a vonalat a Fehérvári úton folyamatosan hosszabbították Budafok, Varga Jenő térig (ma Városház tér), miközben északon a vonal a Batthyány térig rövidült. A viszonylat 1986-ban szűnt meg, szerepét részben a 19-es, részben pedig a 47-es villamos vette át, ma pedig a 41-es villamos csaknem a teljes, megszüntetéskori vonalat lefedi.
A 9-es villamosnak 9A jelzéssel többször is volt betétjárata, ami Margit híd – Móricz Zsigmond körtér, végül Móricz Zsigmond körtér – Albertfalva kitérő útvonalon közlekedett.

## Története
A vonal a BKVT járataként, 1907 februárjában indult körjáratként párban a 7-es villamossal az óbudai Vörösvári úti végállomásról a Budai rakpart – Ferenc József híd – Váczi-körút – Margit-híd útvonalon.
1915-ben a körjárat jellegének megszüntetésével – a Ferenc József (ma Szabadság) hídon – a Népligetig hosszabbították. 1919-ben megszűnt a közlekedés, majd az 1920-as években indult újra, ekkor a déli végállomás a Horthy Miklós (ma Móricz Zsigmond) körtérre került. Ez a vonalvezetés a viszonylat klasszikusnak tekinthető szakaszát (Körtér – Margit híd) már tartalmazta, igaz, északon a Pálffy u.–Henger u.–Tölgyfa u. kanyaron keresztül jutott a Török u. – Zsigmond u. – Zsigmond tér – Lajos u. érintésével az óbudai végállomásra.
A '30-as években rövidült le a Margit hídhoz.
1937-ben a Szentendrei HÉV végállomása a Margit híd budai hídfőjének északi, a 9-es a déli oldalán kapott helyet.
A háború okozta üzemszünetet leszámítva ez így is maradt 1946-ig; ekkor a Kelenföldi pályaudvarig közlekedett, 1946 nyarától kezdve pedig a Móricz Zsigmond körtérig. A klasszikus szakaszon járó viszonylatot 9A néven betétjáratként üzemeltetik, míg maga az alapviszonylat meghosszabbodott az Albertfalva kitérőig.
A Szentendrei HÉV meghosszabbításával kapcsolatos munkákkal összefüggésben 1970. május 3-án újabb változások álltak be a járat történetében: a 9-es északi szakasza lerövidült a Lánchídig, a 9A pedig csak a Móricz Zsigmond körtér és az Albertfalva kitérő között járt.
A munkálatok befejeztével 1972. december 23-án északon a Batthyány térig rövidült, míg délen a Fehérvári útig rövidült 4-es részleges pótlására a budafoki Varga Jenő térig (ma: Városház tér) hosszabbodott, ezzel párhuzamosan a 9A betétjárat megszűnt.
Az elkövetkező csaknem másfél évtizedben már nincs több változás a járat 1986. november 1-jén történt megszűnéséig.

## Útvonala
Megszűnése előtti útvonala
| Budafok, Varga Jenő tér felé | Batthyány tér felé |
| --- | --- |
| Batthyány tér vá. – Bem rakpart – aluljáró – Groza Péter rakpart – Döbrentei tér – Szent Gellért rakpart – Szent Gellért tér – Bartók Béla út – Móricz Zsigmond körtér – Fehérvári út – felüljáró – Leányka utca – Rózsa Richárd utca – Budafok, Varga Jenő tér vá. | Budafok, Varga Jenő tér vá. – Rózsa Richárd utca – Leányka utca – felüljáró – Fehérvári út – Móricz Zsigmond körtér – Bartók Béla út – Szent Gellért tér – Szent Gellért rakpart – Döbrentei tér – Groza Péter rakpart – aluljáró – Bem rakpart – Batthyány tér vá. |

## Megállóhelyei
| 0  | Batthyány tér végállomás           | 21 | Szentendrei HÉV 11, 39, 60, 60, 86, 86 19                                               |
| 1  | Halász utca                        | 20 | 19                                                                                      |
| 2  | Lánchíd                            | 19 | Budavári sikló 19 2, 4, 4, 16, 116                                                      |
| 3  | Ybl Miklós tér                     | 18 | 19                                                                                      |
| 4  | Döbrentei tér                      | 17 | 18, 19 5, 8, 8A, 78, 86, 112                                                            |
| 5  | Szent Gellért tér                  | 16 | 18, 19, 47, 49 1, 7, 7A, 86, 86                                                         |
| 6  | Bertalan Lajos utca                | 15 | 18, 19, 47, 49                                                                          |
| 7  | Móricz Zsigmond körtér             | 14 | 6, 18, 19, 47, 49, 61 1, 1, 3, 3, 7, 7A, 7, 10, 10A, 27, 40, 40, 40E, 53, 110, 127, 153 |
| 8  | Bocskai út                         | 13 | 4, 18, 47 3, 12, 53, 86, 86                                                             |
| 9  | Fővárosi Művelődési ház            | 12 | 18, 47 3                                                                                |
| 10 | Bártfai utca                       | 11 | 18, 47 3                                                                                |
| 11 | Szakasits Árpád út                 | 10 | 18, 47 3, 14, 83, 114                                                                   |
| 12 | Kalotaszeg utca                    | 9  | 18, 47 3                                                                                |
| 13 | Andor utca                         | 8  | 18, 47 3                                                                                |
| 14 | Albertfalva kitérő                 | 7  | 18, 47                                                                                  |
| 15 | Albertfalva utca                   | 6  | 47 3, 10, 14, 114                                                                       |
| 16 | Fonyód utca                        | 5  | 47 3, 10, 14, 114                                                                       |
| 17 | Budafok, forgalmi telep            | 4  | 41, 47 7A Budafok-Albertfalva                                                           |
| 18 | Budafok elágazás                   | 3  | 41, 47                                                                                  |
| 19 | Leányka utcai lakótelep            | 2  | 47 3, 10A, 14, 114                                                                      |
| 20 | Budafoki tér                       | 1  | 47 3, 10A, 14, 58, 114                                                                  |
| 21 | Budafok, Varga Jenő tér végállomás | 0  | 47 3, 3, 10A, 14, 114 Budafok-Belváros                                                  |